# Vaux-Villaine
Vaux-Villaine ist eine französische Gemeinde mit 189 Einwohnern (Stand 1. Januar 2022) im Département Ardennes in der Region Grand Est (vor 2016: Champagne-Ardenne). Sie gehört zum Arrondissement Charleville-Mézières, zum Kanton Signy-l’Abbaye und zum Gemeindeverband Ardennes Thiérache.

## Geographie
Die Gemeinde liegt im 2011 gegründeten Regionalen Naturpark Ardennen. Umgeben wird Vaux-Villaine von den Nachbargemeinden L’Échelle im Nordosten, Rouvroy-sur-Audry im Osten, Neufmaison im Südosten, Thin-le-Moutier im Süden, Lépron-les-Vallées im Südwesten, Aubigny-les-Pothées im Westen sowie von der im Kanton Rocroi gelegenen Gemeinde Blombay im Norden.

## Geschichte
Das Dorf wurde zu Beginn des 13. Jahrhunderts durch das Domkapitel der Kathedrale von Reims gegründet.
Während der Schlacht bei Rocroi wurde der Ort teilweise niedergebrannt.
Bis 1871 war die Gemeinde Lépron-les-Vallées ein Teil von Vaux-Villaine.

## Bevölkerungsentwicklung
| Jahr                       | 1962 | 1968 | 1975 | 1982 | 1990 | 1999 | 2007 | 2018 |
| Einwohner                  | 176  | 139  | 147  | 145  | 160  | 186  | 183  | 194  |
| Quellen: Cassini und INSEE |      |      |      |      |      |      |      |      |

## Sehenswürdigkeiten

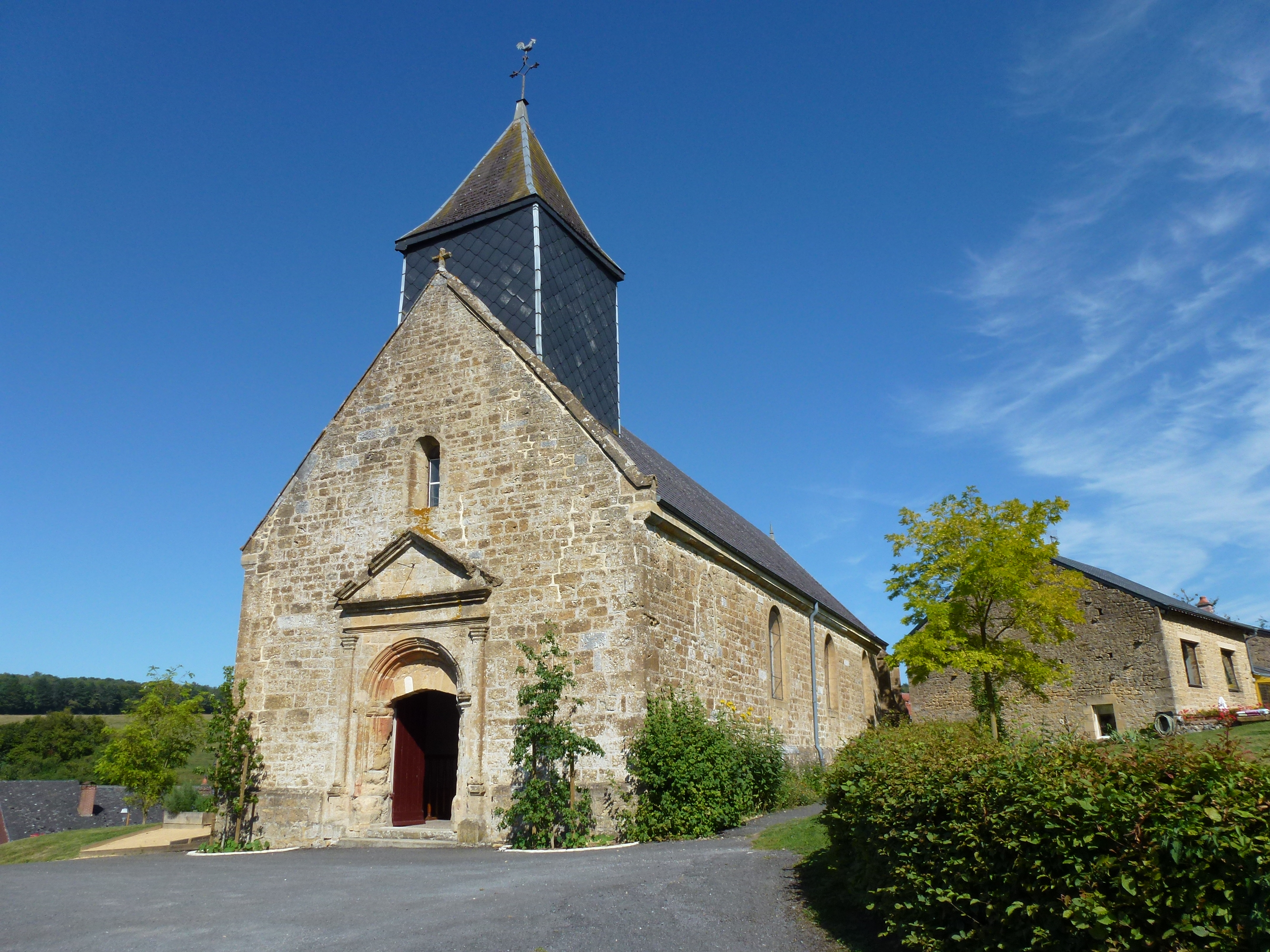
Kirche Saint-Remi

- Kirche Saint-Remi